# Голяков Микола Архипович
Мико́ла Архи́пович Голяко́в (нар. 17 листопада 1926, Дружківка, СРСР — пом. 17 жовтня 1985) — радянський футболіст та тренер, захисник, відомий завдяки виступам у складі київських «Динамо» та СКВО, одеського «Чорноморця» та низки інших радянських клубів. Після завершення кар'єри гравця перейшов на тренерську роботу. Майстер спорту СРСР (1962). Ветеран німецько-радянської війни.

## Життєпис
Микола Голяков народився у Дружківці, що на Донеччині, де й почав займатися футболом, ганяючи м'яч у дворових баталіях. Однак безтурботне юнацтво Голякова було перерване початком німецько-радянської війни. У 15-річному віці Микола пішов на фронт та пройшов майже усю війну, закінчивши свій бойовий шлях в Румунії у 1944 році. Перебуваючи на військовій службі, продовжував грати в футбол у складі різноманітних армійських команд, аж поки у 1947 році не отримав запрошення від київського «Будинку офіцерів». Кольори київських армійців захищав протягом чотирьох сезонів — спочатку у змаганнях команд майстрів, а згодом і у аматорських турнірах.
У 1951 році Микола Голяков отримав запрошення від київського «Динамо», куди перейшов разом зі своїм одноклубником Віталієм Голубєвим. Після невдалої гри захисників киян у стартовому турі, тренер «Динамо» Олег Ошенков вирішив спробувати у наступному поєдинку дебютанта Голякова, разом з яким захисну лінію сформували Голубєв та Лерман. Завдяки своїй впевненій грі молодий захисник одразу ж став ключовим гравцем команди, відігравши усі поєдинки до закінчення чемпіонату без замін. На початку 1952 року Миколу було викликано до лав збірної СРСР для підготовки до участі у Олімпіаді, що мала відбутися в Гельсінкі. Однак стрімкий злет кар'єри Голякова обірвався травмою, отриманою у зіткненні з футболістом московського «Динамо» Василем Трофимовим. Через неї він змушений був пропустити більше частину сезону, що став для киян «срібним».
Так і не відновивши колишні кондиції, Микола Голяков залишив «Динамо» та вирушив до Харкова, де протягом двох сезонів захищав кольори місцевого «Локомотива». Втім, протягом майже всього першого сезону він намагався ліквідувати наслідки травми, багато часу проводячи у госпіталі, де лікувався разом з видатним радянським форвардом Всеволодом Бобровим. Відновившись наприкінці 1953 року, Голяков провів повноцінний сезон у складі «Локомотива» та вирішив повернутися до Києва, де протягом чотирьох років грав за вже знайомий йому армійський клуб.
Завершував кар'єру гравця Микола Голяков у Одесі, провівши у складі «Чорноморця» півсотні ігор у чемпіонатах СРСР. Там же він розпочав і тренерську роботу, входячи до штабу Анатолія Зубрицького протягом 1961–1962 років. У 1963 році Голяков очолив херсонський «Будівельник», з яким за підсумками сезону зайняв восьме місце серед 16-ти команд другої зони класу «Б». У 1965 році команду було передано на баланс Херсонського відділення Одеської залізниці, внаслідок чого вона отримала нову назву — «Локомотив». Головним тренером знову було призначено Голякова, який, як і у 1963 році, привів команду до перемоги у чемпіонаті області, однак у всесоюзних змаганнях результати були не найкращими і після закінчення сезону наставник залишив колектив. У 1966 році Голяков працював помічником Євгена Лемешка у хмельницькому «Динамо», а у 1970 році очолював «Авангард» з Жовтих Вод. На початку 1973 року відбулося чергове повернення Голякова до Херсона, однак цього разу він допомагав у роботі з «Локомотивом» заслуженому тренеру Узбецької РСР Вадиму Кириченку.
Помер Микола Голяков 17 жовтня 1985 року, не доживши рівно місяць до свого 59-річчя.

## Характеристика гри
Партнери Миколи Голякова охарактеризували гру динамівського захисника наступним чином:
- Олександр Щанов:

|  | Можна відзначити його швидкісні якості, хороший відбір м'яча, непогану гру головою. У Миколи була травма коліна і він ніяк не міг її остаточно залікувати. Загалом це був хороший, надійний та, можна сказати, класичний захисник. Оригінальний текст (рос.) Можно отметить его скоростные качества, хороший отбор мяча, неплохую игру головой. У Николая была травма колена и он ее никак не мог окончательно залечить. В общем это был очень хороший, надежный и, можно сказать, классический защитник. |

- Петро Тищенко:

|  | Доволі цікавий гравець був, дуже грамотний в усіх розуміннях. Дуже вправним був і у відборі м'яча, і у швидкості. Вражала його стартова швидкість. Якби не травма, він, імовірно, грав би за «Динамо» довго. Грав він тактично вірно, відбір у нього був чистий, майже без порушень. Зовнішня важкість Голякова була оманливою та ніяк не впливала на його швидкісні дані. Оригінальний текст (рос.) Довольно интересный игрок был, очень грамотный во всех смыслах. Очень хорош был и в отборе мяча, и в скорости. Впечатляла его стартовая скорость. Если бы не травма, он, вероятно, играл бы за «Динамо» долго. Играл он тактически верно, отбор у него был чистым, практически без фолов. Кажущаяся внешняя тяжеловесность Голякова была обманчива и никак не влияла на его скоростные качества. |

- Тиберій Попович:

|  | По-перше, він дуже добре був підготовваний фізично, гарно розвинений, відрізнявся швидкістю, відмінно грав головою, вчасно підстраховував центрального захисника при грі три в лінію. Техніка у Миколи була, як мовиться, на рівні, іноді він міг і винести м'яч рятівним ударом ударом при небезпеці біля своїх воріт. Він був дуже культурною та стриманою людиною, в колективі до нього ставилися з повагою. Ноги його, в футбольному розумінні, були не рівноцінні. Ліва — високопрофесійна, права — по першому розряду. Він був веселою людиною, сміх у нього був незвичним, ніби півень кукурікає. Щодо його травми, котра завадила кар'єрі в «Динамо», думаю, що після декількох сезонів у київському ОДО його колінні суглоби вже були схильні до травм. Він майже завжди грав та тренувався у наколінниках та еластичних пов'язках. Навантаження, що їх пропонував Ошенков, та напружений сезон також не могли не позначитися. Моє ставлення до Голякова було прихильним, шанобливим, він був дещо старшим. Я у нього багато чому навчився: як відпрацьовувати стартову швидкість, як вдосконалити техніку підкату. Голяков був дуже корисним, підготованим гравцем, він дуже багато зробив для становлення повоєнного київського «Динамо». Оригінальний текст (рос.) Во-первых, он очень хорошо был подготовлен физически, хорошо развит, отличался быстротой, отлично играл головой, вовремя подстраховывал центрального защитника при игре три в Линию. Техника у Николая была, как говорится, на уровне, иногда он мог и вынести мяч спасительным ударом при опасности у своих ворот. Он был очень культурным и выдержанным человеком, в коллективе пользовался уважением. Ноги его, в футбольном смысле, были не равноценны. Левая - высокопрофессиональна, правая - по первому разряду. Он был веселым человеком, смех у него был необычным, как будто петух кукарекает. По поводу его травмы, которая помешала карьере в «Динамо», думаю, что после нескольких сезонов, проведенных в киевском ОДО, его коленные суставы уже были предрасположены к травмам. Он почти всегда играл и тренировался в наколенниках и в эластичных повязках. Нагрузки, предложенные Ошенковым, и напряженный сезон также не могли не сказаться. Мое личное отношение к Голякову было дружелюбным, уважительным, он был постарше. Я у него многому научился: как вырабатывать стартовую скорость, как улучшить технику подката. Голяков был очень полезный, подготовленный игрок, он очень много сделал для становления послевоенного киевского «Динамо». |

## Спортивні досягнення
Ігрова кар'єра
- Бронзовий призер I зони класу «Б» (1): 1955
- Брав участь у «срібному» (1952) сезоні «Динамо», однак провів всього 4 матчі, чого замало для отримання медалей

Індивідуальні відзнаки
- Майстер спорту СРСР (1962)

## Військові нагороди
- Орден Вітчизняної війни II ст. (6 квітня 1985)[5]
- Медаль «За бойові заслуги» (22 серпня 1944)[6]
- Медаль «За бойові заслуги» (27 березня 1945)[7]
- Медаль «За перемогу над Німеччиною у Великій Вітчизняній війні 1941—1945 рр.»
- Медаль «20 років перемоги у Великій Вітчизняній війні 1941—1945 рр.»
- Медаль «30 років перемоги у Великій Вітчизняній війні 1941—1945 рр.»
- Медаль «30 років Радянській Армії та Флоту»
- Медаль «40 років Збройних Сил СРСР»
- Медаль «50 років Збройних Сил СРСР»
- Медаль «60 років Збройних Сил СРСР»